# Josef Šmejkal
Josef Šmejkal (1. března 1879 Nusle – 8. dubna Mnichovice) byl český vzpěrač a zápasník. Byl nejúspěšnějším českým zápasníkem, stal se několikanásobným mistrem a vicemistrem Evropy a světa v zápase řeckořímském i ve volném stylu. Zápasil v amatérských i profesionálních soutěžích. Ve volném stylu porazil  mistra světa v boxu v těžké váze. Během své kariéry porazil přes 2 000 borců mnoha národností. Ve výkladu České banky bylo vystaveno 7 kg zlatých mincí, které Šmejkal vydělal zápasením. Vytvořil i rekordy ve vzpírání. Na konci éry Rakousko – uherské říše rozvíjel povědomí o českém sportu i o českém národě. V období Československa se stal mecenášem českých sportovců, zejména pak v dobách hospodářské krize. Ve světě proslul jako „Big Joe“ či „český Goliáš“, na domácí scéně byl nejvýznamnějším soupeřem Gustava Frištenského. Ve své době patřil mezi nejpopulárnější české sportovce. Vlasta Burian ve slavné scénce Souboj se židlí předváděl právě Josefa Šmejkala.

## Životopis

### Dětství
Josef Šmejkal se narodil 1. března 1879 v Nuslích u Prahy do rodiny majitele restaurace. Ačkoli otec i oba dědové vynikali vzrůstem i silou, sám byl dítětem drobným a z těchto důvodu dokonce nastoupil do školy až o rok později. V Nuslích prožil celé dětství. Nuselská Fidlovačka mu jako chlapci poskytla podívanou na vystoupení černošského siláka Jamese Delawaryho, jehož kousky se pak snažil s úměrnou zátěží napodobit na nuselském dvorku i o školních přestávkách. Díky usilovnému cvičení udivoval spolužáky i učitele schopností vzít jednou rukou židli za horní okraj, zvednout k bradě, narovnat o devadesát stupňů a předpažit s ní.  

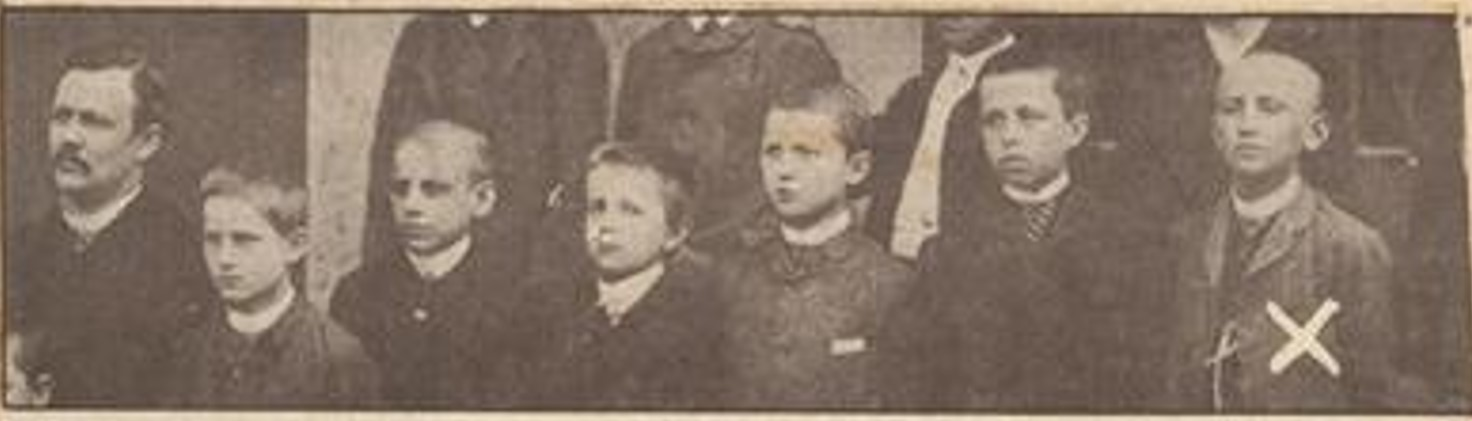
Josef Šmejkal na základní škole v Nuslích, označen vpravo křížkem

### Sokolské období

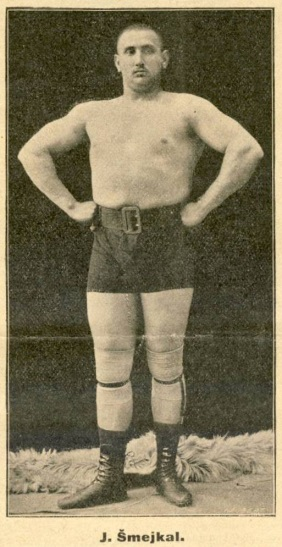
V barvách KA Žižka

Vyučil se kolářem a v šestnácti letech jeho výkonnost silně narušil rozvoj plicního kataru. Vyhublý Šmejkal byl přesvědčen, že se jedná o tuberkulózu a odevzdaně čekal na svůj konec. Jeho bratranec ho v této době přesvědčil, aby se nemoci nepoddával a chmurné myšlenky zahnal cvičením v Sokole.  Po ustoupení nemoci začala rychle růst Josefova kondice a po roce cvičení již dokázal jednoručním nadhozem zvednou 64 kg. Tato dnes již nepoužívaná vzpěračská disciplína vyžaduje nejen sílu, ale i rychlost a dokonalou souhru různých svalových skupin, které jsou výhodné právě při rychlých změnách zápasnických chvatů. Po nástupu na žíněnky začal brzy zdolávat jednoho soupeře za druhým. V sále nuselského Sokola absolvoval první mezinárodní utkání se španělským mistrem Glorentou. Domácí okolí i nadále udivoval silou, která se často stávala předmětem sázek. Tuplák piva vyhrál po nadzvednutí koně i s částí vozu. Když přijel do Prahy cirkus Barnum & Bailey, vyžádal cirkusový silák obecenstvo, aby zkusilo napodobit jeho silácké kousky. Josef Šmejkal vystoupil z obecenstva a za řevu diváků zvedl nad hlavu 120 kg vážící činku.

### Amatérské úspěchy
Vzpírání i řecko-římský zápas začal trénovat v Klubu Atletů Žižka, později trénoval ve Spartě, která v té době ještě neměla fotbalový klub, a nakonec se vrátil zpět do Žižky, v jehož barvách začal zápasit pravidelně na mezinárodní amatérské scéně. Pod dojmem ze souboje Georga Luricha s Heinrichem Eberlem, který proběhl v roce 1902 v Praze, se začal věnovat již téměř výhradně zápasení. V roce 1903 vybojoval titul mistra Střední Evropy v zápase řecko-římském ve finále nad mistrem Rakouska Hansem Bauerem. Následně se v Nuslích u Josefových rodičů objevil německý borec Jakob Koch, který představoval absolutní špičku řecko-římských zápasníků na světě. O rok později se stal amatérským mistrem Evropy, výhru však neobdržel, jelikož se dříve zúčastnil soubojů profesionálů. Od té doby se objevuje již výhradně na scéně profesionální.

### Profesionální dráha

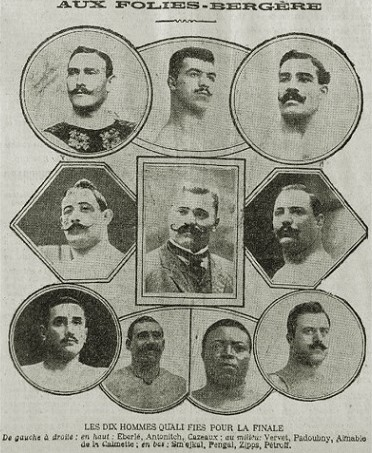
Šmejkal mezi finalisty Mistrovství světa v Paříži v roce 1906 (vlevo dole)

Náborem do Kochova týmu začala úspěšná cesta Josefa Šmejkala ke světové slávě. Sám Šmejkal působení v této skupině popsal jako vysokou školu zápasení. Začal porážet borce zvučných jmen a vydělávat peníze. V případě vysokého procenta židovských obyvatel v některých městech (Kiel, Varšava) vystupoval jako Josua Šmejkal. V roce 1906 se na Mistrovství světa v Paříži probojoval do finálových soubojů, získal páté místo a začal se pravidelně objevovat na stránkách světového tisku. Turnaj vyhrál ruský šampion Ivan Poddubnyj a Šmejkal nastoupil do jeho „stáje.“ Procestoval Afriku a po návratu z jihoamerického turné přivezl v koženém opasku 7 kg zlatých mincí, které v arénách vydělal. „Šmejkalův poklad“ byl vystaven ve výkladu České banky na Václavském náměstí. V roce 1907 nastoupil v lisabonské koridě proti býkovi a dokázal ho povalit na zem. V roce 1911 vybojoval v Hamburku 2. místo na světovém turnaji. O rok později se v Severní Americe vítězstvím nad 54 borci propracoval do finále s mistrem světa Frankem Gotchem. V roce 1913 obsadil ve Vídni na mistrovství světa v zápase druhé místo za Němcem Schwarzem a téhož roku v Praze získal titul mistra Evropy, když si se Schwarzem vyměnil místo. V roce 1914 zvítězil ve volném stylu s mistrem světa těžké váhy v boxu, americkým černochem Jackem Johnsonem.

### Pobyt v Mnichovicích
Pro nadměrný vzrůst byl odvodní komisí zbaven vojenské povinnosti. V roce 1914 zakoupil v Mnichovicích u Prahy statek a pivovar. Ačkoli se vyučil kolářem, nejvíce ho lákalo sladovnické řemeslo a nyní si mohl splnit svůj sen, výrobu vlastního piva. Mnichovický pivovar vlastnil tradici vaření piva již od roku 1631, ve válečných podmínkách však byl sladovnický ječmen rekvírován pro výroby mouky a nahrazován sušenou řepou i pýrem. Takové pivo nemohlo být dostatečně kvalitní. Po válce Šmejkal provoz modernizoval a pivo získalo na popularitě nejen pro osobnost majitele, ale i pro kvalitu. Krize malých pivovarů v roce 1923 však postihla i Šmejkalův pivovar a jeho prostory byla přeměněny na sklad a plnírnu lahvového piva z Velkých Popovic.Další komerční Šmejkalovou aktivitou byl provoz Grandhotelu Šmejkal v Ledči nad Sázavou. Sport však nadále zůstal jeho největší zálibou. V roce 1919 byl při nehodě saní vymrštěn z povozu a utrpěl zranění úderem o mostní zábradlí. Došlo k poranění páteře, po nehodě zůstal delší čas ochrnutý a pohyblivost se mu navracela velmi pomalu. Vše vypadalo na to, že pokud bude chodit, do arény se již nevrátí. Přesto v roce 1923 v Praze získal další titul mistra Evropy a v rámci této soutěže porazil i věčného rivala Frištenského.

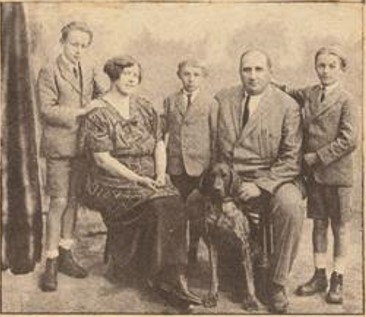
S rodinou v Mnichovicích

Doprovodným programem jeho zápasů byly i vzájemné souboje jeho synů, šestiletého Pepy s osmiletým Jirkou. Všechny tři syny přivedl k atletice, tenisu i fotbalu. V Mnichovicích byl ve středu sportovního dění. Byl zakladatelem a mecenášem atletického KA Šmejkal a fotbalového AFA Šmejkal. Jeho statek sloužil jako tréninkový tábor nejlepších amatérských sportovců. Zde se také připravovala naše amatérská reprezentace na olympiádu v Amsterdamu v roce 1928. Šmejkalova podpora byla zdrojem olympijského úspěchu Jindřicha Maudra.
Josef Šmejkal zemřel po dlouhé nemoci 8. dubna 1942. Na jeho pohřeb přijely stovky sportovců a tisíce lidí ze širokého okolí. Pochován v Mnichovicích.

## Vzpírání

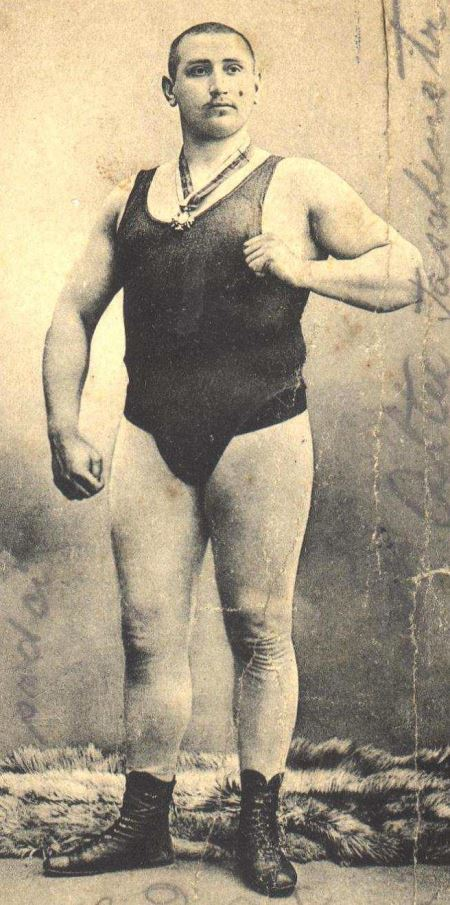
V začátcích profesionální cesty

Vzpírání bylo disciplínou, které se Šmejkal věnoval jako první. Pro svět jeho dětství byla charakteristická vystoupení siláků, která se vyznačovala vysokým diváckým zájmem. Kromě zvedání břemen v podobě činek, docházelo i ke zvedání zvířat či pódia s celým orchestrem, borci po sobě házeli čtyřicetikilovými koulemi. Zvládání nároků na podobné výkony představovalo i možnost výdělku i samotného živobytí. V souladu s pestrostí estrádních výkonů se vyvíjely i disciplíny sportovního vzpírání. Než vzpírání dospělo k pouhému obouručnímu nadhozu a trhu, vznikaly rekordy ve značném množství disciplín, později nepoužívaných. Tyto rekordy brzy začal vytvářet i Josef Stejskal, a to v národním i světovém měřítku. Soutěže ve vzpírání doprovázely většinou i soutěže v zápase. Potom co se Šmejkal stal mistrem střední Evropy následovala i soutěž ve vzpírání, kde v soupažném tahu získal 2. místo výkonem 113 kg a v soupažném nadhozu 3. místo výkonem 135 kg. Vynikal silou v levé ruce a v roce 1904 levou rukou nadhodil 98 kg. Maximální zdolaná hmotnost byla 146 kg obouručním nadhozem. Ve vzpírání na výdrž zvedl tahem soupažně 17 x 70 kg a 10 x 100 kg. Světového rekordu dosáhl v disciplíně levou rukou od ramene hodnotou 20 x 50 kg. Díky vzpírání si pak mohl záhlavním chvatem přehodit přes záda 140kilového francouzského borce Doumase.

## Lisabon 1907

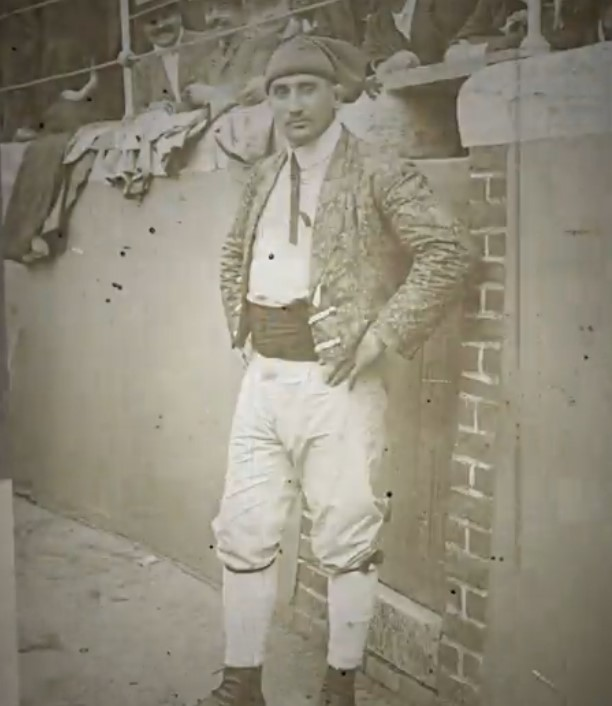
Šmejkal v lisabonské koridě

V roce 1907 se Šmejkal dostal v lisabonské kavárně do sporu s místními toreadory. Ti tvrdili, že je těžší postavit se býku než člověku. Šmejkal naopak tvrdil, že by se styděl, kdyby měl stát proti býku s kopím a mečem v ruce. Spor nakonec vyvrcholil soubojem Šmejkala s býkem holýma rukama. Nejdříve českého borce vozili pro reklamu po městě na alegorickém voze v toreadorském obleku, speciálně pro něj ušitém. 27. července 1907 José Šmejkal vstoupil do hučící arény s 30 000 diváky. Krátce před tím sepsal závěť, na ochozu čekali lékaři v bílých pláštích, kněz nabízel svátost poslední zpovědi. Když vběhl býk do arény, zápasník se dlouho nerozmýšlel a dal se na útěk končící přeskokem ohrady. Za hukotu davu a pod sprškou nejrůznějších předmětů přiběhli ke Šmejkalovi zoufalí pořadatelé a přesvědčili ho k návratu do arény. Býk se na českého toreadora ihned vrhl, nabral ho na rohy a značný kus nesl po aréně. Šmejkalovi se podařilo býku zatlačit prsty do očí, oslepené zvíře chytit za rohy a povalit nakonec na zem. V té chvíli přiběhli ostatní a zvíře zabili. Josef Šmejkal byl za nadšených ovací i přes svou váhu nesen na ramenou podél celé ohrady. Druhý den odjížděl na Mistrovství Anglie (kde vyhrál první cenu) a špalír jásajícího obecenstva stál od hotelu až k nádraží.

## Spojené státy 1911 - 1912

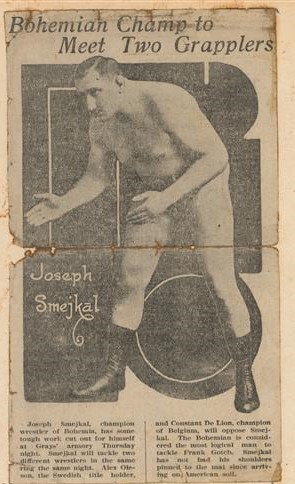
Na stránkách amerického tisku

Nejslavnějším obdobím Šmejkalova životopisu bylo jeho americké turné, sám Šmejkal ho ale také označuje za nejsmutnější. Na podzim 1911 přicestoval do Spojených států s deseti dolary v kapse, povinnými pro každého přistěhovalce. V přesvědčení, že další peníze si rychle vydělá zápasem. V Americe však o borcích řecko-římského světa neměli povědomí, v zapomnění upadla i lisabonská sláva, byla-li v Americe kdy nějaká. Zápasilo se zde ve volném stylu a sportovní redaktoři byli ochotni o Šmejkalovi zadarmo psát až tehdy, když porazí během hodiny tři vyhlášené newyorské zápasníky. Šmejkal je následně porazil během 17 minut. Josef Šmejkal se stal hrdinou sportovních rubrik i arény. Během devíti měsíců porazil v sedmnácti státech 54 borců známých jmen. Bohatě tak splnil podmínku několik let neporaženého mistra světa ve volném stylu Franka Gotche, že k zápasu nastoupí jen proti protivníkovi prověřených kvalit. Ke slavnému souboji došlo v Chicagu na státní svátek 4. července 1912. Šmejkal přijel v drožce spolu s nadšenými krajany. Krajanem byl i rozhodčí, pozdější starosta Chicaga Čermák. Vlivem jeho nedostatečných zkušeností byl jako vítěz prvního kola uznán Gotch, třebaže Šmejkal neležel na obou lopatkách. Psychicky rozhozený Šmejkal pak podlehl i v dalším kole. Šmejkal, který po celou dobu amerického pobytu byl nadšeně vítán a hoštěn českými krajany, byl po porážce, ke které došlo pod vlivem českého rozhodčího, nařčen českými rodáky, kteří prohráli vysoké sázky, že prohra byla zaplacena. „Musel jsem odjet jako prašivý pes a po krátkém inkognito pobytu v New Yorku odjet zpět do vlasti. A co jsem přivezl? Z celého turné 9 000 K. Jako laik přišel jsem do Ameriky, neznaje zápasu ve volném stylu, přesto zde vítězil, až dosáhl nejvyšší mety – zápasu o mistra světa. Již to samotné přec proslavilo jméno národa našeho, jehož čest jsem obhajoval. A já prohlašuji čestným slovem, že jsem podplacen nebyl. Prohrál jsem regulérně. Z vítězství sám bych měl největší prospěch,“ svěřil se Šmejkal redakci Hlasatele.    

## Charakteristické vlastnosti
Tvorbu svalové hmoty Šmejkal vždy doprovázel užitečnou vrstvou podkožního tuku. Na „athletických pohlednicích“ se nikdy nevyskytoval v klasickém pojetí s podrobnou kresbou svalů a nakroucenými kníry. Více než trénovaného atleta připomínal přirozeného hromotluka. Na začátku kariéry v roce 1901 ve věku 22 let při váze 98 kg a výšce 186 cm vlastnil míry 124 cm přes prsa, 44 cm přes krk, stehno 68 cm, lýtko 44 cm a v pase 92 cm. O čtyři roky později při hmotnosti 116 kg pak naměřili přes prsa 137 cm, krk 50 cm, stehno 73 cm, lýtko 47 cm, biceps 44,5 cm a v pase 94 cm.         

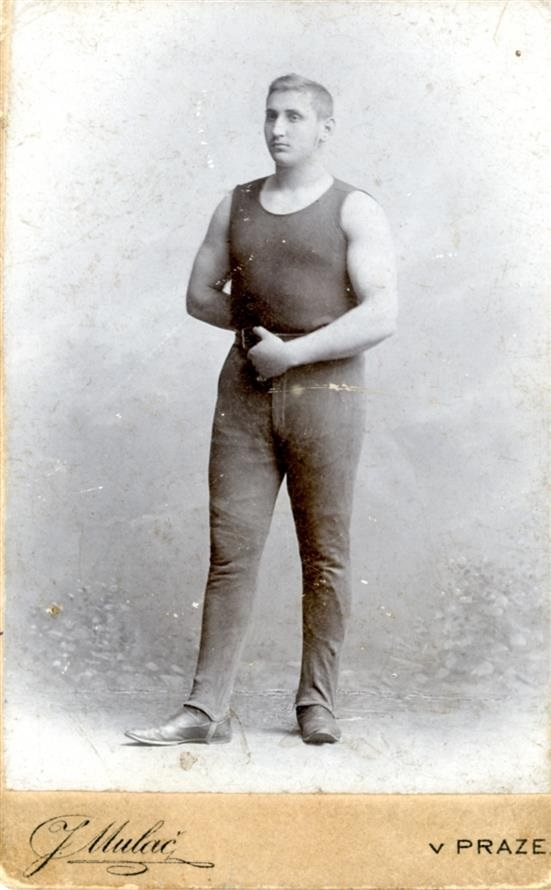
Sparťanské období
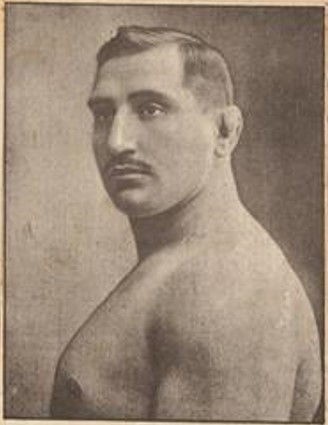
Ve věku 25 let
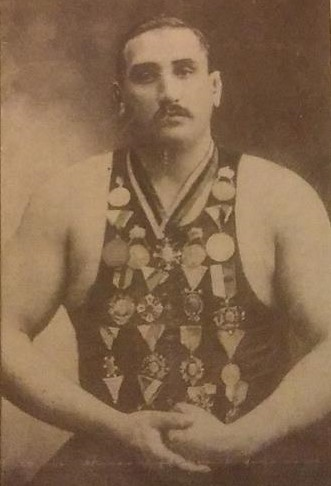
S vítěznými trofejemi
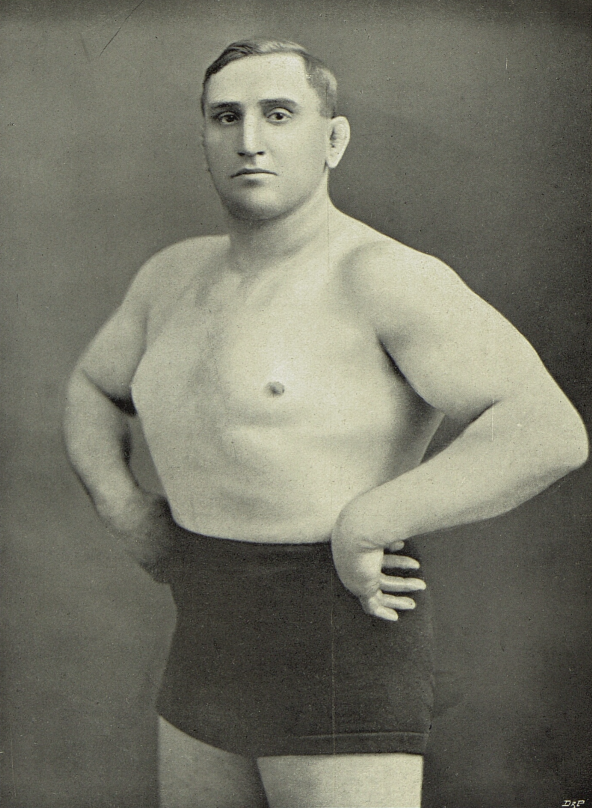
V roce 1912
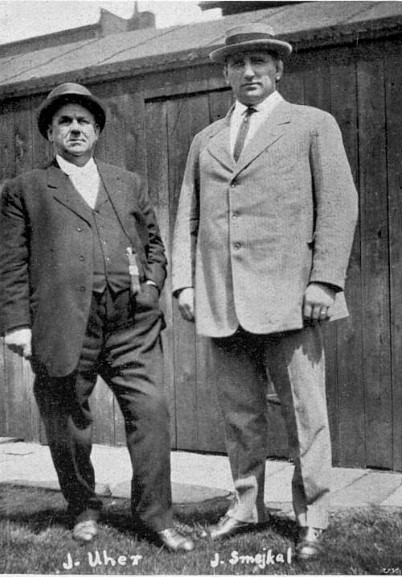
Se svým manažerem v Americe (1912)

Pamětníci vzpomínali jeho milou a dobrosrdečnou povahu. Přestože pocházel z hospodského prostředí, chtěl se vyučit sladovníkem a zabýval se výrobou piva, sám se popisuje jako abstinent a nekuřák. Pečlivě se vyhýbal i nástrahám opačného pohlaví. Sám se na toto téma vyjádřil slovy: „Býval jsem v záležitostech srdce hrozný vrták.“ Jako mladý úspěšný silák byl pravidelně vystaven tlaku milostných nabídek. Odmítl přiženit se do francouzské automobilky, odmítl nabídku ruské hraběnky, která do jeho šatny během zápasů v Petrohradě nechala donášet obrovské kytice. V Německu se do něj zamilovala operní pěvkyně, což vyvolalo projevy žárlivosti dánského soka Van der Berga, končící po Josefově vítězném zápase rvačkou v šatně. Josef respektoval radu své maminky, aby si nevěstu nepřivedl z ciziny, ale našel si ji doma v Čechách. Se ženou Marií vychoval a zaopatřil během harmonického manželství tři syny Jiřího, Josefa a Emila. V Mnichovicích podporoval nejen atletiku, ale i fotbal a pro ženské zájemce o sport založil družstvo dámské házené. Nikdy neopomenul finanční pomoc krachujícím sportovním společnostem, varieté či cirkusům. Byl zanícenýma a ochotným vypravěčem, což z něj při jeho životních zážitcích dělalo vynikajícího společníka.      

## Vlastenectví
Při vstupu mezi profesionály Josef Šmejkal prohlásil: „Buď musím být profesionál světového jména, ku cti veškerého českého sportu, nebo toho nechám vůbec.“ Od prvních mezinárodních soubojů se setkával s projevy německého šovinismu a s absencí povědomí o českém národu. Například při vítězném postupu v turnaji v Liberci byl jeho finálový zápas zakázán, protože Čech nesmí porazit Němce. Při slavnostních nástupech vždy vystupoval v červenobílé šerpě. Na mistrovství světa v Paříži v roce 1906 po každém zápasu vyvěsili vlajku země vítěze a zahráli hymnu této země. Již po prvním vítězství protestoval u pořadatelů proti rakouskému praporu i rakouské hymně. Prapor byl sice odstraněn, ale bílo červený neměli k disposici, rovněž tak kapelník neměl part české hymny. Když vybojoval další zápasy, nebyla již rakouská vlajka vyvěšena, zato jako česká hymna zazněl Kmochův pochod Kolíne, Kolíne. Ten byl jako náhražka českými fanoušky přijat a Češi zpívali spolu s "hymnou". Když byl ve finálových zápasech představován jako „Josef Šmejkal, cikánský šampion, Uhersko“, intervenoval spolu s pařížskými Čechy u pořadatelů a novinářů. Zde museli vysvětlovat že Češi (Bohêmiens) nejsou cikáni a na mapě ukazovat Uhry a Prahu. Národnostní obsah soubojů pociťoval neustále a v pozdějších letech podporoval český sport pro slávu Čech. O to smutnější je fakt, že poslední roky života prožil v období maximálního národnostního útlaku, a to ještě v dobách úspěšného postupu německých vojsk. Národnímu uvědomění však posloužil ještě krátce po smrti, když se jeho pohřeb stal tichou národní manifestací. Rakev byla vystavena v Husově sboru, smuteční řeč pronesl farář Československé církve husitské, rakev byla spuštěna během písně Čechy krásné, Čechy mé, přednesené Pěveckým spolkem Smetana. Pohřeb se konal 12. dubna 1942, necelé dva měsíce před atentátem na Heydricha. Kdyby Josef Šmejkal zemřel o několik týdnů později, mohli se pohřbu pod dohledem Gestapa zúčastnit jen nejbližší příbuzní.

## Šmejkal versus Frištenský

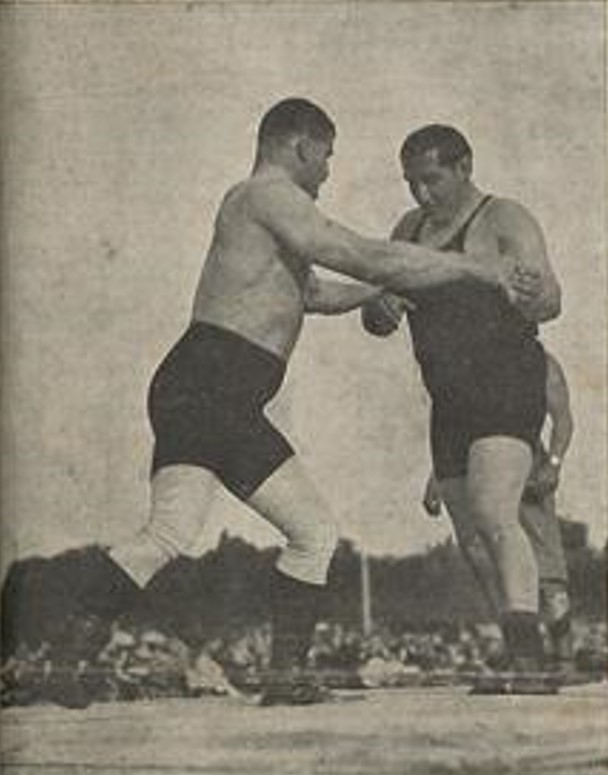
Šmejkal - Frištenský v Praze 1913

V Českých zemích představoval pro Šmejkala nejvýkonnějšího soupeře Gustav Frištenský. Šmejkalovy souboje s Frištenským v letech 1904 až 1923 se staly na domácí scéně nejsledovanějšími zápasy. V legendách se jako první zápas vyskytuje soukromý souboj o dívku Fanynku, modrookou prodavačku z Poříčí. V záznamech se objevují souboje čtyři. První v roce 1904 se stal vítězstvím pro Frištenského, ještě téhož roku pak odvetný zápas skončil remízou. V roce 1913 skonči souboj po hodinovém zápase opět remízou, poslední souboj v roce 1923 se stal vítězstvím pro Šmejkala. Frištenský sice odkazoval na dřívější zranění předloktí, Šmejkal ovšem bojoval po zranění páteře po nehodě na saních. Oběma borcům bylo již přes čtyřicet let. 
Nejvyšší sledovanosti dosáhl souboj v roce 1913. Na pražské Letné se sešlo 8 000 diváků, což představovalo v historii zápasů rekord nejen v Čechách, ale i v celé monarchii. Souboj byl i nafilmován a záznam se stal součástí Národního filmového archivu. Časopis Sportovní listy popisuje film následovně: Film jest velice zdařilý a předvádí příchod obou zápasníků na hřiště, nástup k zápasu, průběh celého boje, který jest bohatý na znamenité kombinace chvatů, pohnutí přítomného publika při kritických posicích zápasníků, jakož i zakončení zápasu ovacemi obecenstva oběma soupeřům. O průběhu zápasu se tisk vyjádřil takto: Po hodinovém klání skončil zápas nerozhodně. Pružný, skvěle technicky připravený, nepoměrně lehce pohybující se Frištenský narazil na soupeře obrovské síly, znamenité váhy a tím velké důraznosti.
Zajímavostí jsou i některé shodné vlastnosti. Oba se narodili v roce 1879, oba měřili 186 cm. Frištenský se přiženil do pivovaru, Šmejkal si koupil pivovar. Oba borci se vzájemně respektovali. Jejich vztahy nebyly považovány za přátelské, nicméně neúčast Frištenského na Šmejkalově pohřbu všechny překvapila.

## Popularita
Na začátku 20. století znalo jméno Josef Šmejkal téměř každé malé dítě. Stačilo, aby se jeho jméno objevilo na plakátech a jindy opuštěná hlediště byla naplněna k prasknutí. Mezi jeho velké obdivovatele patřil i milovník sportu a Sparty Vlasta Burian. Podařilo se mu dostat do sparťanských šaten a vymámit na mistru Šmejkalovi lístek na zápas Šmejkal – Urbach. Za odměnu mu předvedl scénu se židlí, která se zařadila mezi Burianovy slavné kousky. Urbacha představovala židle, Šmejkala Burian.
Šmejkal získával popularitu výsledky soubojů po celém světě, nikdy neplatil známým redaktorům za oslavné články, jako to dělal Frištenský, nikdy naplatil žádné reklamní kampaně. Když se po návratu Šmejkala vydal do Ameriky Frištenský, popisoval tisk tuto akci jako smytí hanby, kterou v Americe zanechal Šmejkal. Sprostota tehdejšího tisku si v ničem nezadala se současností. Naopak neuplacení, ovšem méně známí redaktoři rádi vyzdvihli fakt, že zatímco mistr Šmejkal se probojoval do finále s Gotchem po 54 vítězstvích, mistr Frištenský podlehl hned na začátku s jeho žákem.  Mediálně však vítězil Frištenský, stal se tak hvězdou i pro současnost, zatímco Šmejkalovo jméno je známé již jen zasvěceným. Zánik popularity Josefa Šmejkala je historickou ukázkou nebezpečné síly sdělovacích prostředků. 

## Šmejkal versus Šmejkalka
Na dohled od bývalého Šmejkalova statku v Mnichovicích směrem k bývalému Šmejkalovu hotelu v Ledči nad Sázavou se nachází polesí Šmejkalka, kam umístil rodák ze sousedních Hrusic Josef Lada strašidla v knížce Bubáci a Hastrmani. Polesím protéká potok Šmejkalka, pramenící nad Mnichovicemi. Zeměpisné názvy jsou však mnohem starší než proslulost mistra Šmejkala a jedná se tak pouze o zajímavou náhodu.  